# Mihail Eisenstein
Mihail Oszipovics Eisenstein (oroszul: Михаил Осипович Эйзенштейн, lettül: Mihails Eizenšteins; Bila Cerkva, 1867. szeptember 17. – Berlin, 1920. július 1.) építészmérnök, műépítész. Rigában dolgozott, Lettország mai fővárosában, amely az ő életében még az Orosz Birodalom része volt. A városban tevékenykedett a nagy gazdasági fellendülés idején, amely egybeesett a szecessziós építészet virágzásával. 1901 és 1906 között a tervei szerint épült fel Riga számos szecessziós épülete. Fia, Szergej Eisenstein, ismert szovjet filmrendező.

## Életpályája

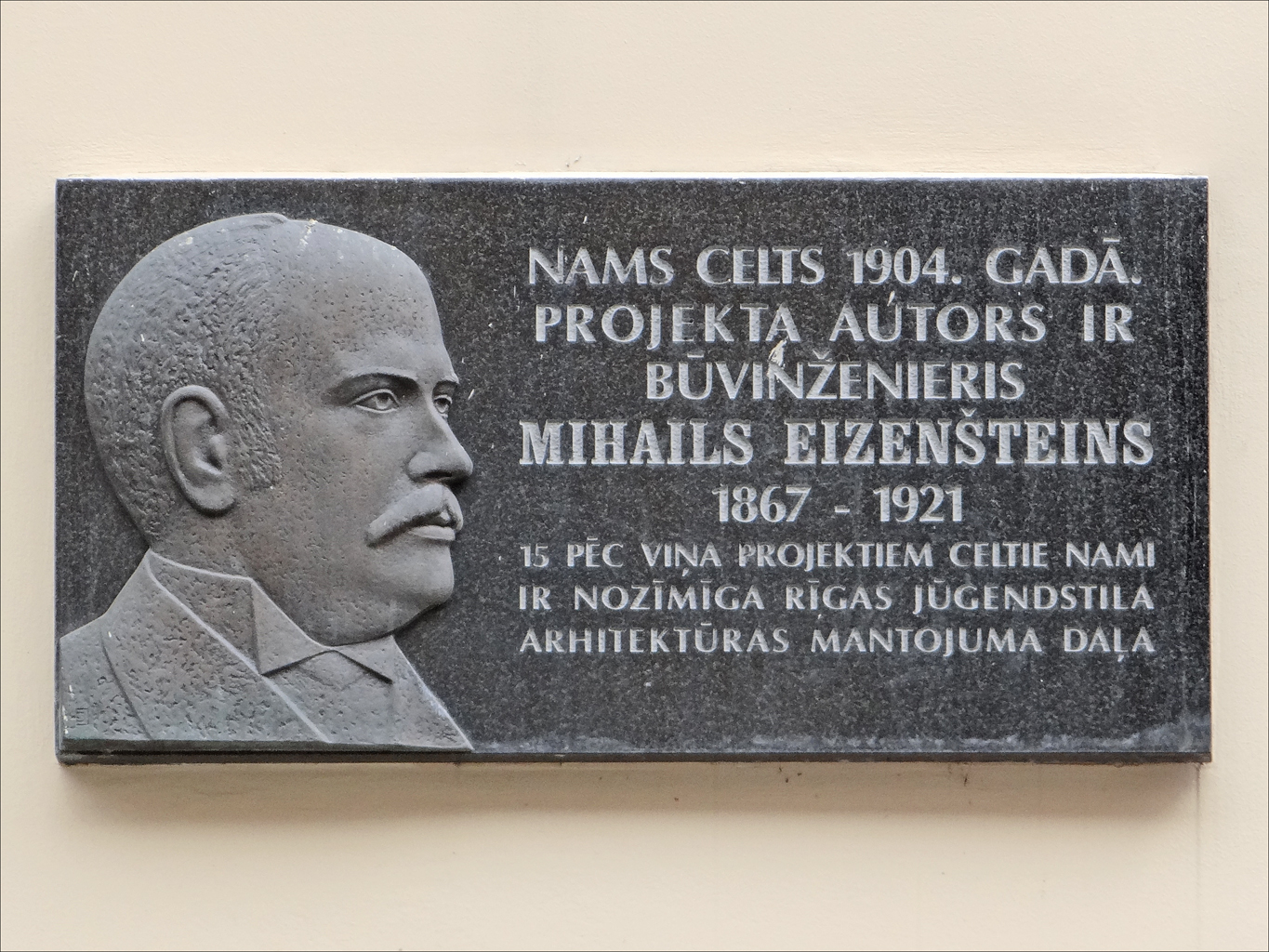
Emléktáblája az Alberta ielā 4. szám alatt

Levéltári dokumentumok szerint a Szentpétervári Állami Építészeti és Építőmérnöki Egyetem hallgatója volt (1887–1893). Moisey Aisenstein néven született egy zsidó kereskedőcsaládban Bila Cerkvában (Kijevi kormányzóság, a mai Ukrajna). Egyes feltételezések szerint anyai ágon svéd ősökkel rendelkezett.
1897-ben az orosz ortodox egyház tagja és hívő keresztény lett. Fia szerint „az orosz bürokratikus osztály hűséges képviselője és csodálója” volt. Szentpéterváron tanult, és 1893-ban építőmérnökként végzett. Nem sokkal ezután Rigába, Lettország mai fővárosába költözött, amely akkor az Orosz Birodalom része volt. 1917-ig Rigában élt. 1895-ben a Livóniai kormányzóság regionális hatóságainak forgalmi úti osztályánál dolgozott, 1900-ban pedig az osztályvezetőjévé nevezték ki. Az osztályon végzett munkája hozzájárult az infrastruktúra karbantartásának és kezelésének észszerűsítéséhez a régióban. Állami tisztviselőként végzett munkáját több kitüntetéssel ismerték el, köztük a Szent Anna-renddel (II. és III. osztály) és a Szent Szaniszló-érdemrenddel (II. és III. osztály). Ezzel egyidejűleg független építészként gyakorolta hivatását.
1897-ben feleségül vette Julija Ivanovna Koneckaját, aki egy jómódú szentpétervári családból származott. A házaspár egy Riga központjában található tágas lakásba költözött, és aktívan részt vett a város felsőbb osztályának társadalmi életében. Fia visszaemlékezése szerint a család nemzetközi szemléletű volt, és Eisenstein az orosz mellett németül és franciául is beszélt. Érdeklődött a történelem és az irodalom iránt, könyvtárában megtalálhatóak voltak Nyikolaj Gogol, Lev Tolsztoj, Émile Zola, Alexandre Dumas és Victor Hugo művei. A kortárs építészet iránti érdeklődésén kívül pártolta a művészeteket, különösen csodálta Konstantin Makovszkij festményeit. Mivel feleségével „eltérő vérmérsékletűek” voltak, és Julija egy tiszttel is viszonyt folytatott, ezért a pár 1909-ben különvált, majd 1912-ben hivatalosan is elváltak. A házaspárnak csupán egy fia született, Szergej Eisenstein, aki ismert szovjet filmrendező lett.
Az 1917-es oroszországi forradalmakat követő évben Eisenstein mérnökként csatlakozott a „fehérekhez” (ellenforradalmárokhoz). Fia pedig a bolsevikokhoz csatlakozott, ami véget vetett kapcsolatuknak. Az oroszországi polgárháború befejezése után Eisenstein Berlinben telepedett le, ahol 1920-ban meghalt. A Berlin-Tegel orosz ortodox temetőben helyezték végső nyugalomra.

## Építészete

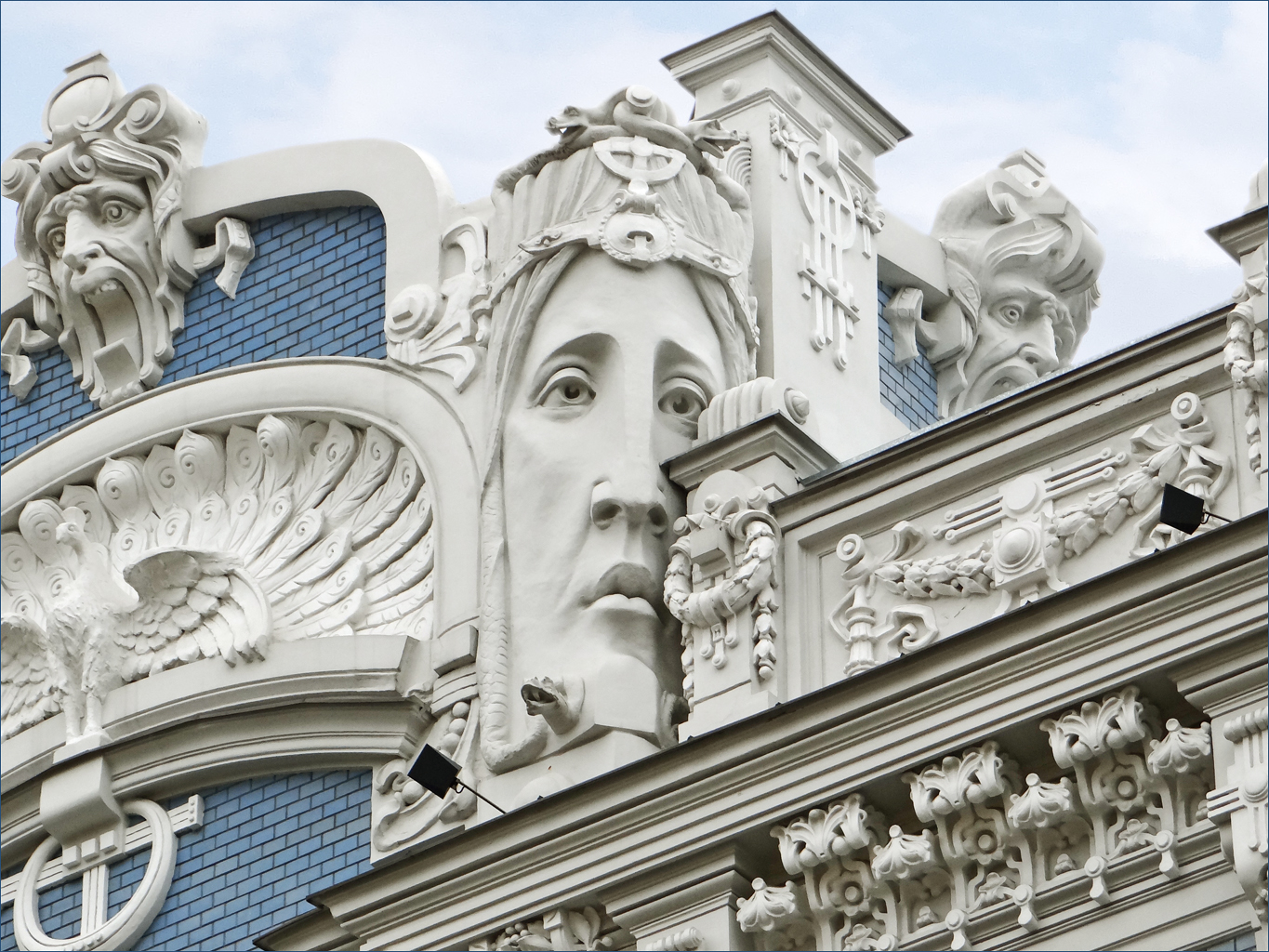
Eisenstein épületeinek homlokzatai gyakran gazdagon díszítettek, például az Elizabetes ielā 10b épülete

Eisenstein független építészként Rigában tevékenykedett a nagy gazdasági expanzió és az ebből következő városnövekedés idején, amely egybeesett a szecesszió virágzásával a városban. A mai napig Riga rendelkezik a világ legnagyobb összefüggő szecessziós épületállományával.
Eisenstein megtervezte ezen szecessziós épületek közül a legismertebbeket, amelyek közül többet az Alberta ielā (Albert utca) más figyelemreméltó épületeivel – amelyeket Konstantīns Pēkšēns és Eižens Laube tervezett – sorolnak egybe. Mivel szinte egyetlen levéltári vagy életrajzi dokumentum sem szól Eisensteinről, ezért művészi pályája csak körvonalazható. Ismeretes, hogy Párizsban járt, és feltehetőleg részt vett az 1900-as Párizsi világkiállításon is, láthatta Hector Guimard és Gustave Serrurier-Bovy szecessziós munkásságát, valamint Siegfried Bing L'Art Nouveau művészeti galériáját; bizonyára a kortárs francia építészet is hatott rá. Inspirációi származhattak a bécsi szecesszióból, valamint Otto Wagner és Josef Hoffmann bécsi építészektől is, akiknek a stílusa némi hasonlóságot mutat Eisensteinével. A szentpétervári kortárs szecessziós építészet egyértelműen befolyásolta Eisensteint is. Továbbá kijelenthető, hogy az Eisenstein által alkalmazott díszítő motívumok szoros összefüggést mutatnak a szimbolista eszmékkel.
Az Eisenstein által tervezett épületek számos jellemzővel bírnak. Esetenként a szecesszió rendkívül dekoratív formáját képviselik, és innovatív módon használják fel a korban újnak számító anyagokat, mint például az öntöttvasat, de térbeli elrendezésükben konzervatívak. Bár Eisenstein épületei jól ismertek pazar kialakításuk miatt, általánosságban nem reprezentálják a rigai szecessziós épületeket.

## Épületei

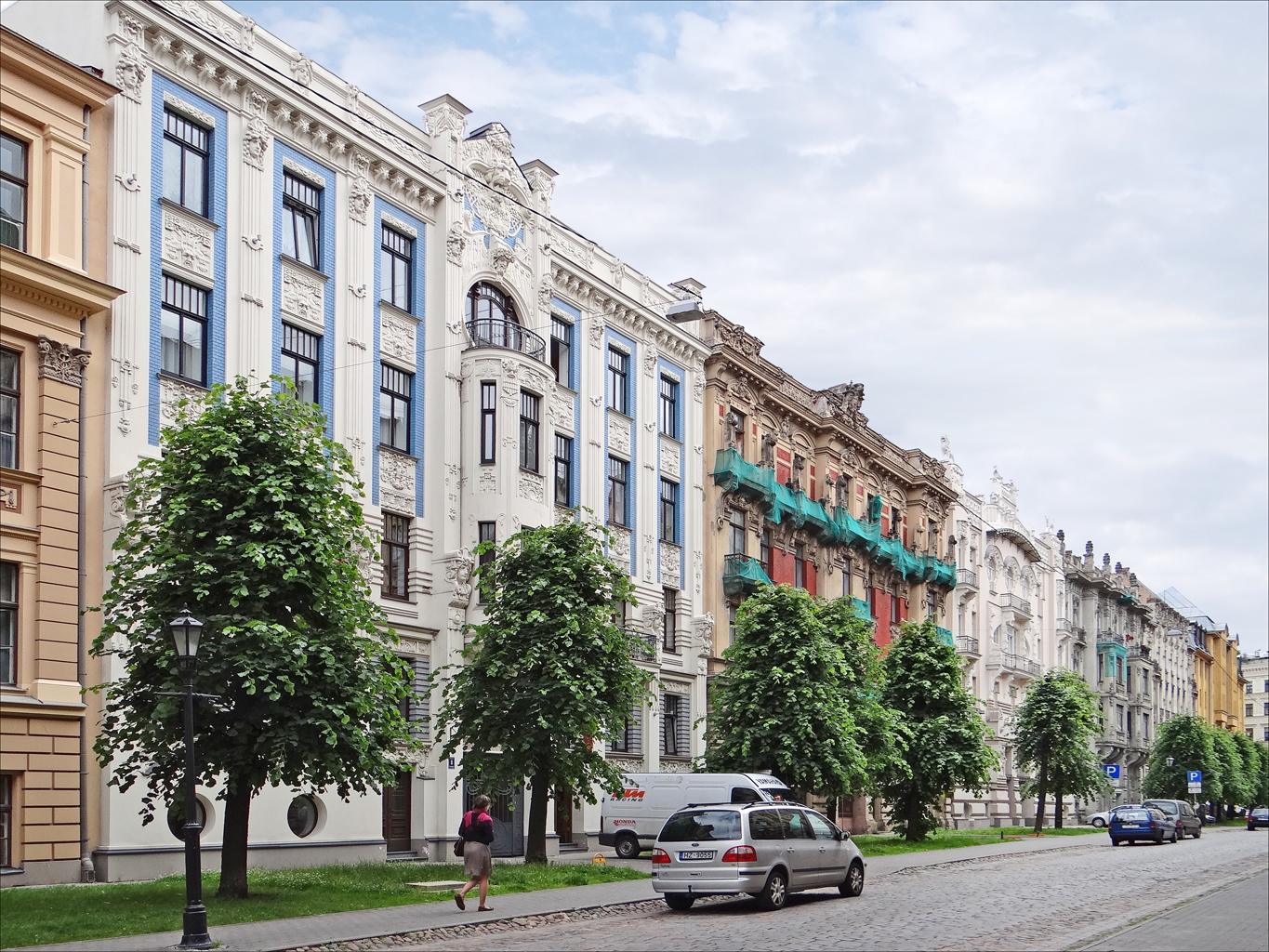
Alberta ielā, Riga. A nézőhöz legközelebb eső három épületet Eisenstein tervezte

Eisenstein összesen mintegy 20 épületet tervezett Rigában. Az 1897 körül tervezett épületei meglehetősen tipikusak és egyszerű historizáló stílusúak voltak, és kevéssé hasonlítanak későbbi munkáira, amelyeket a „bujaság és a díszek imádata” jellemez.
Legismertebbé az az épületcsoport tette, amely az Alberta utcában és környékén került kialakításra 1901 és 1906 között. Együtt alkotnak egy építészeti együttest  amelyet Jeremy Howard a következőképpen írt le: „A bérházak összességében egy kifejezetten stilizált és energikus együttest hoznak létre, ugyanakkor úgy tűnik, hogy minden épület versenyképes a szomszédaival a modern dekoratív extravagancia szempontjából.” E házak felépítésére közül többre Eisenstein egyik gazdag ügyfele, A. Lebedinszkij adott megbízást.

## Reprezentatív épületek

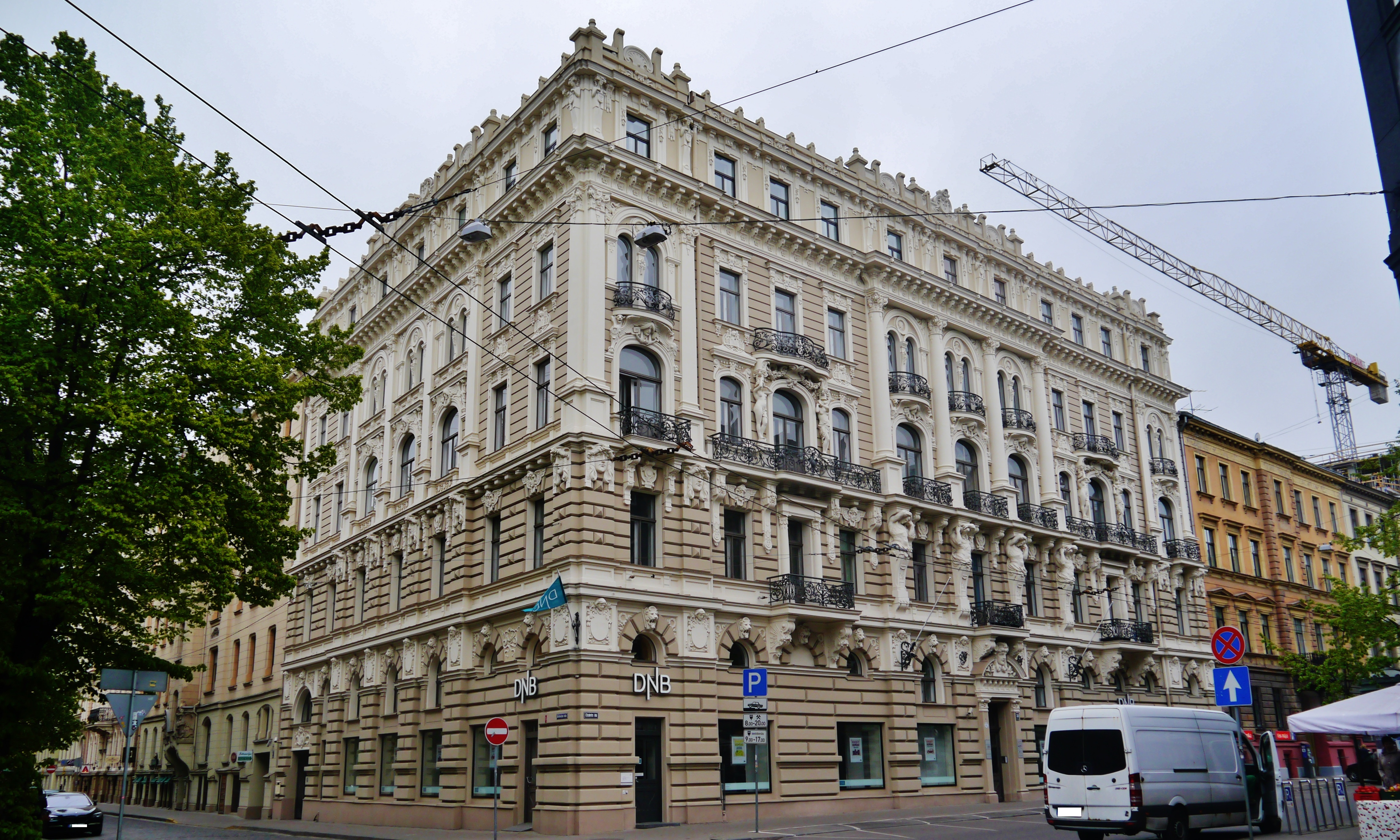
Elizabetes ielā 33
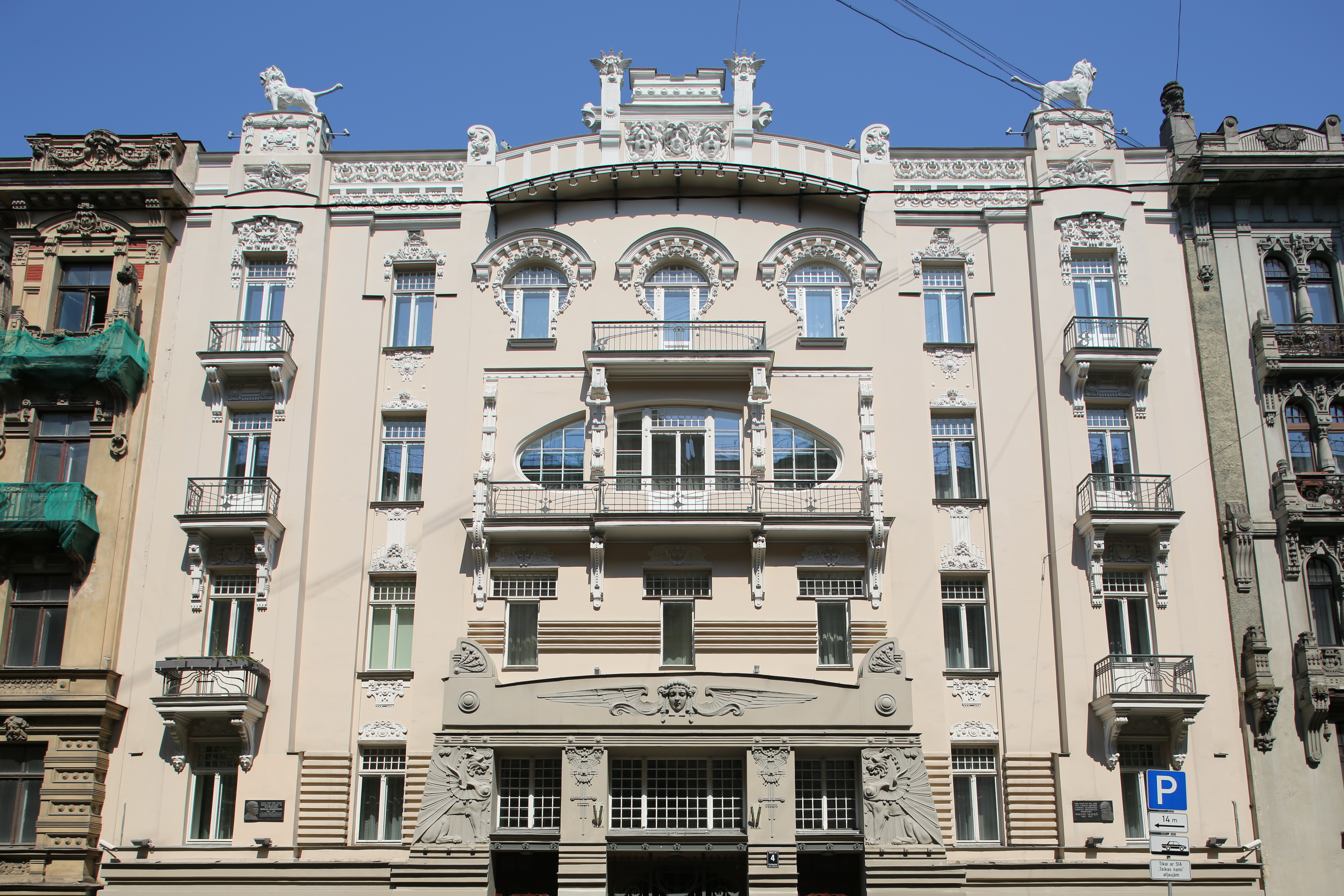
Alberta ielā 4
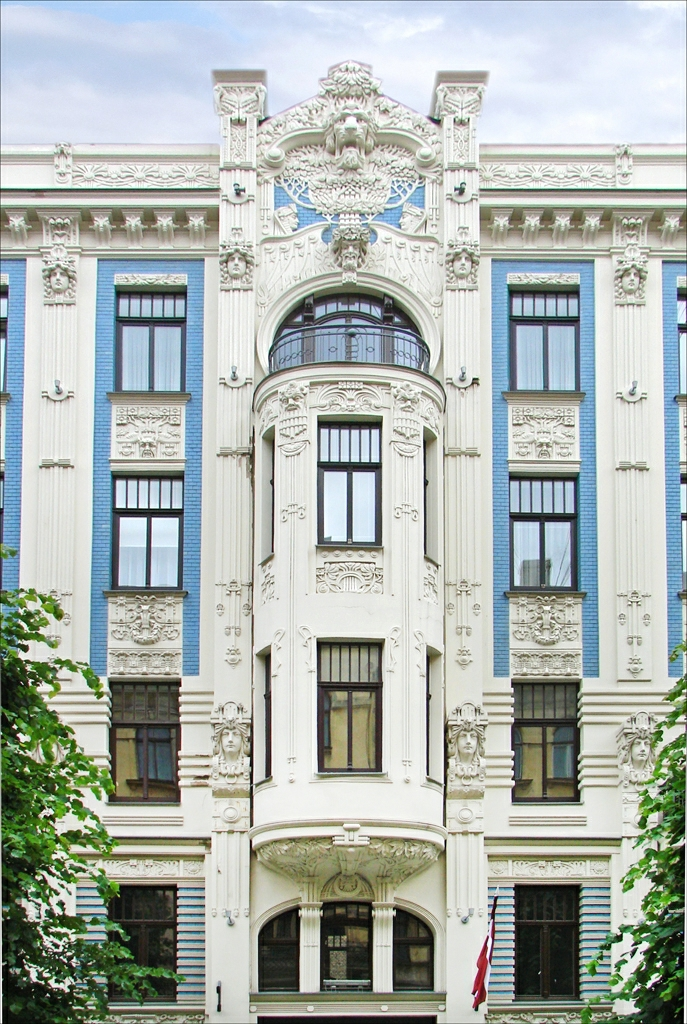
Alberta ielā 8
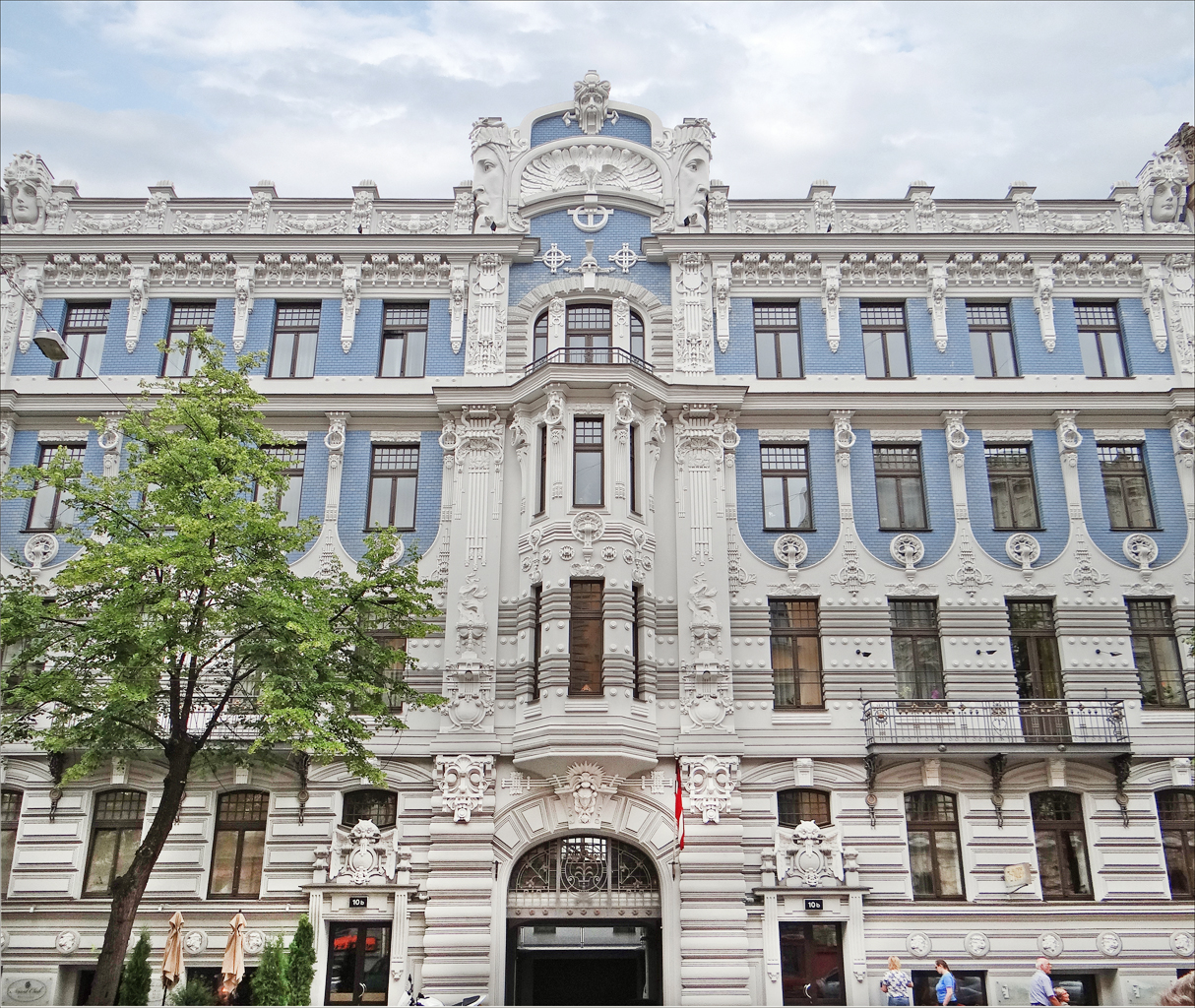
Elizabetes ielā 10b
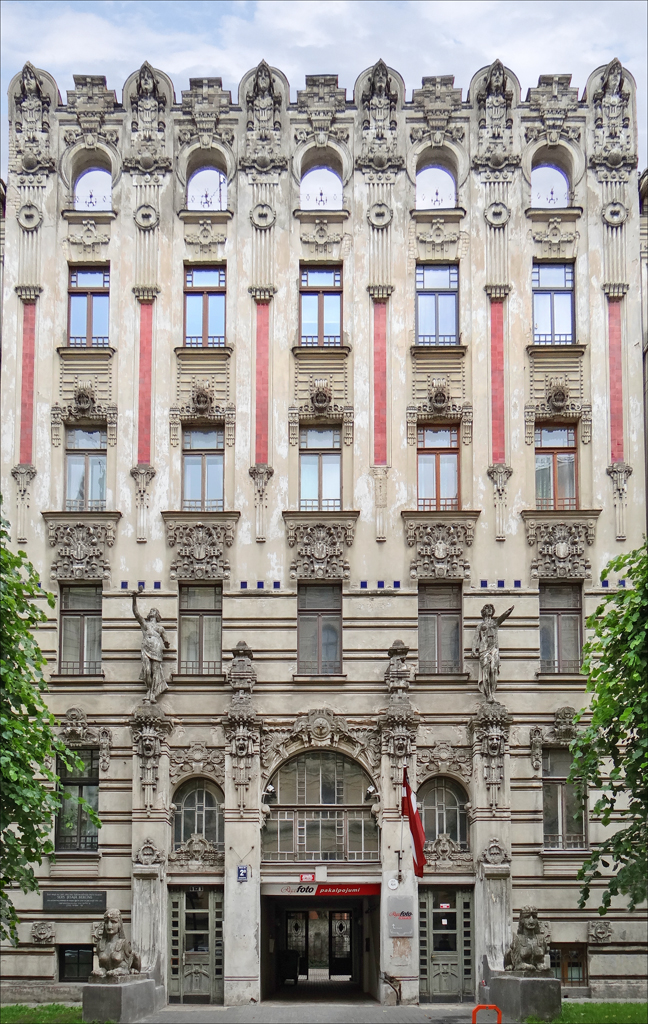
Alberta ielā 2a
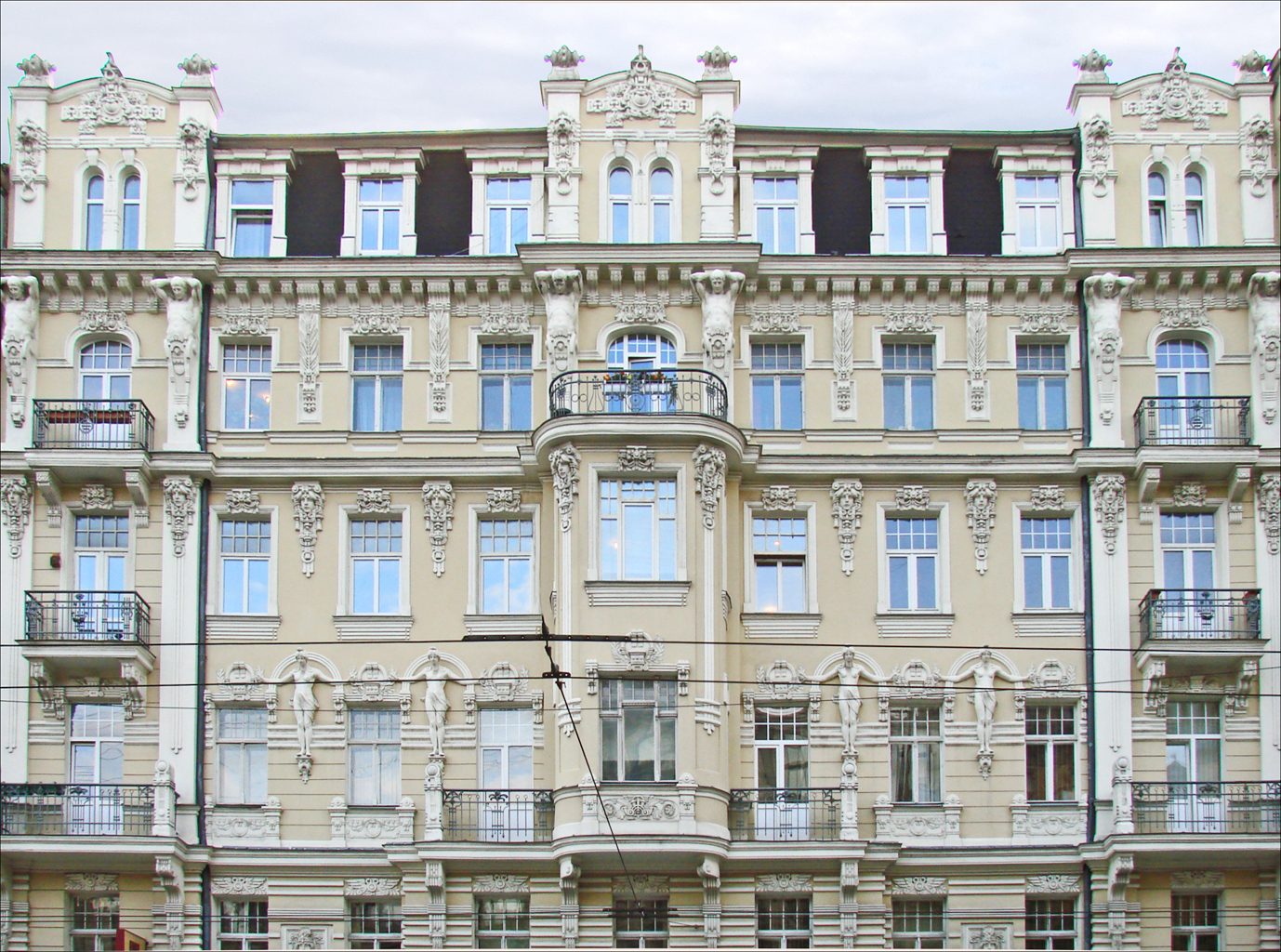
Brivibas ielā 99

## Példák dekoratív homlokzati szobrokra

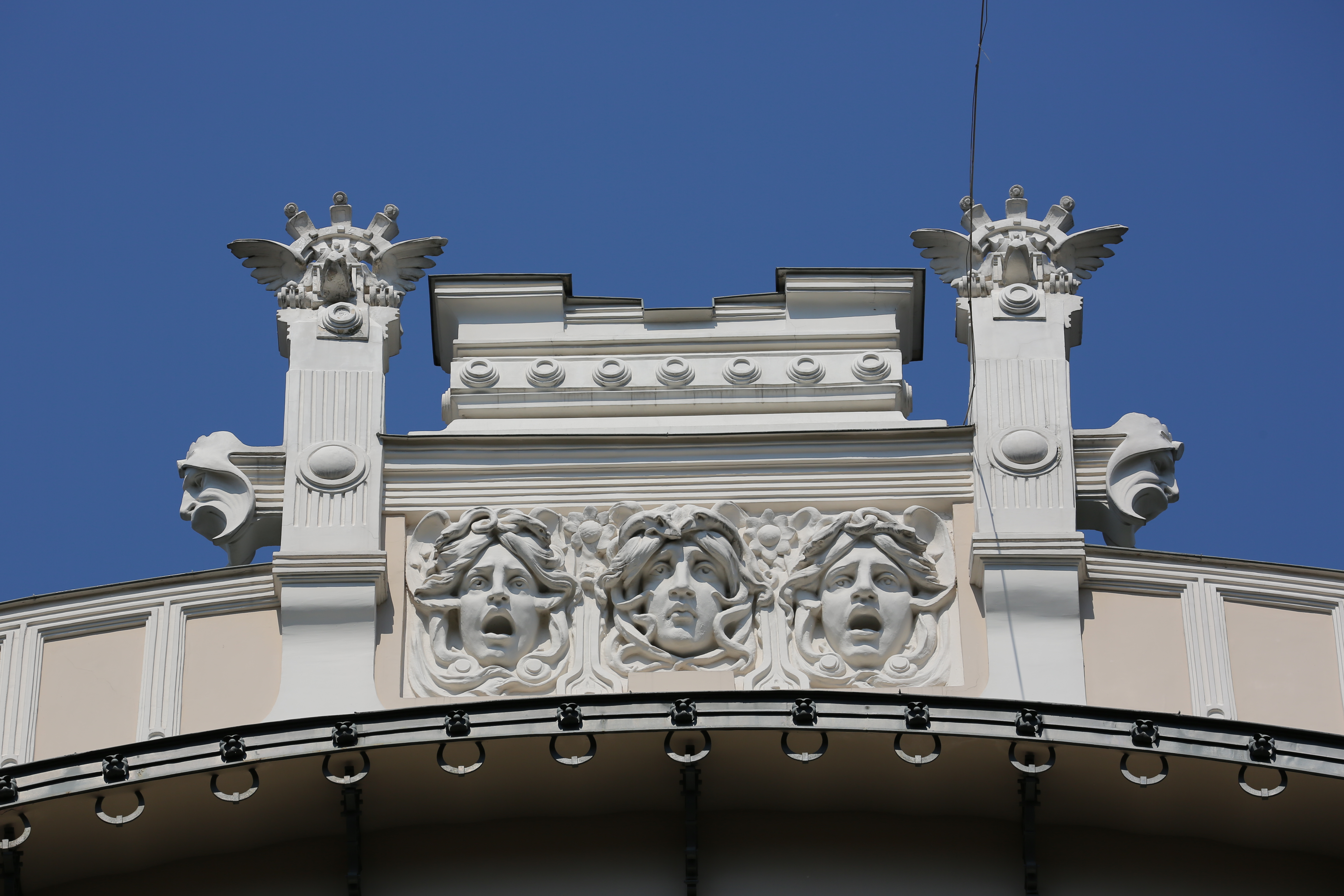
Alberta ielā 4
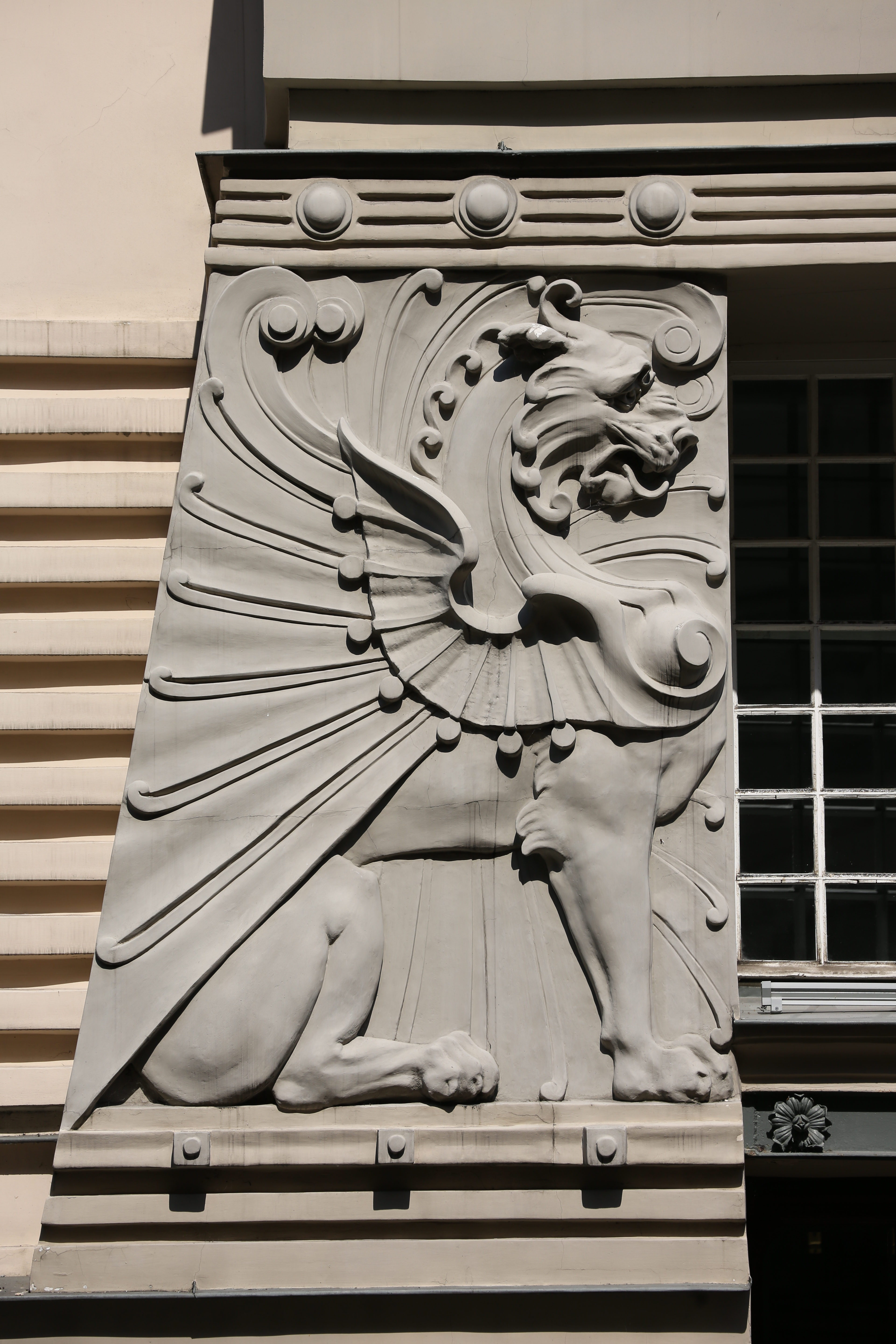
Alberta ielā 4
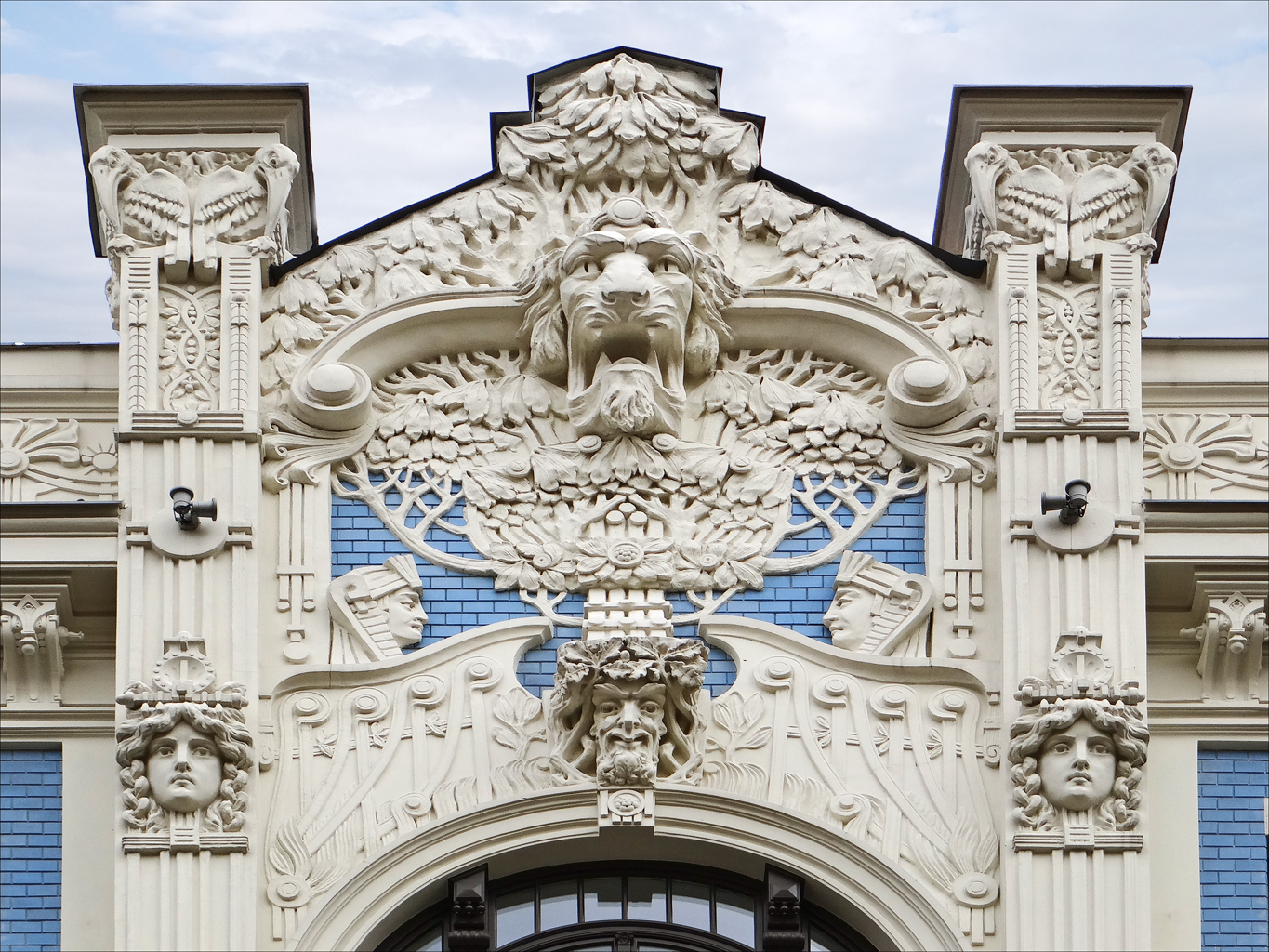
Alberta ielā 8
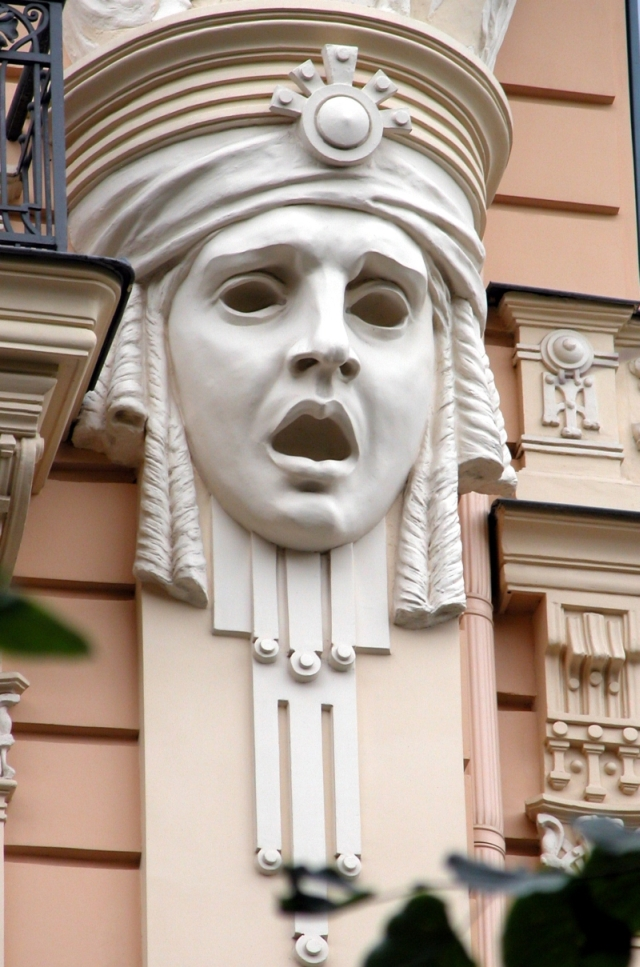
Alberta ielā és a Strelnieku ielā sarkán
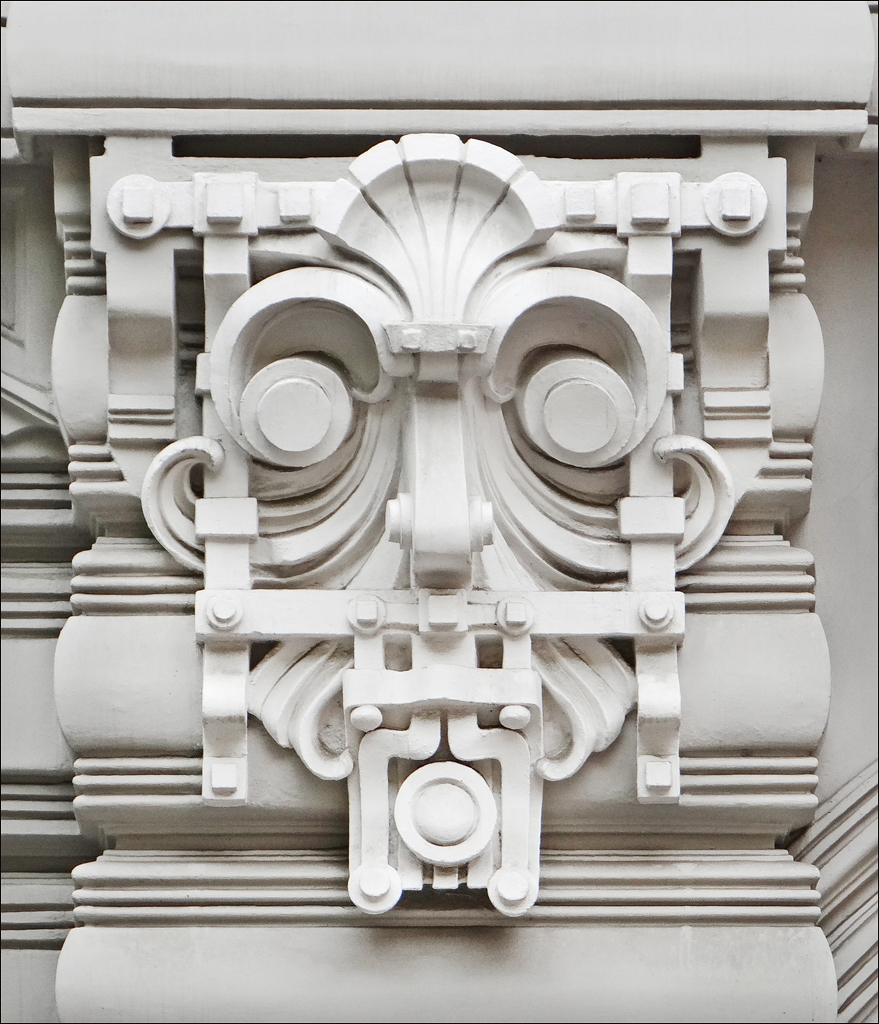
Elizabetes ielā 10b
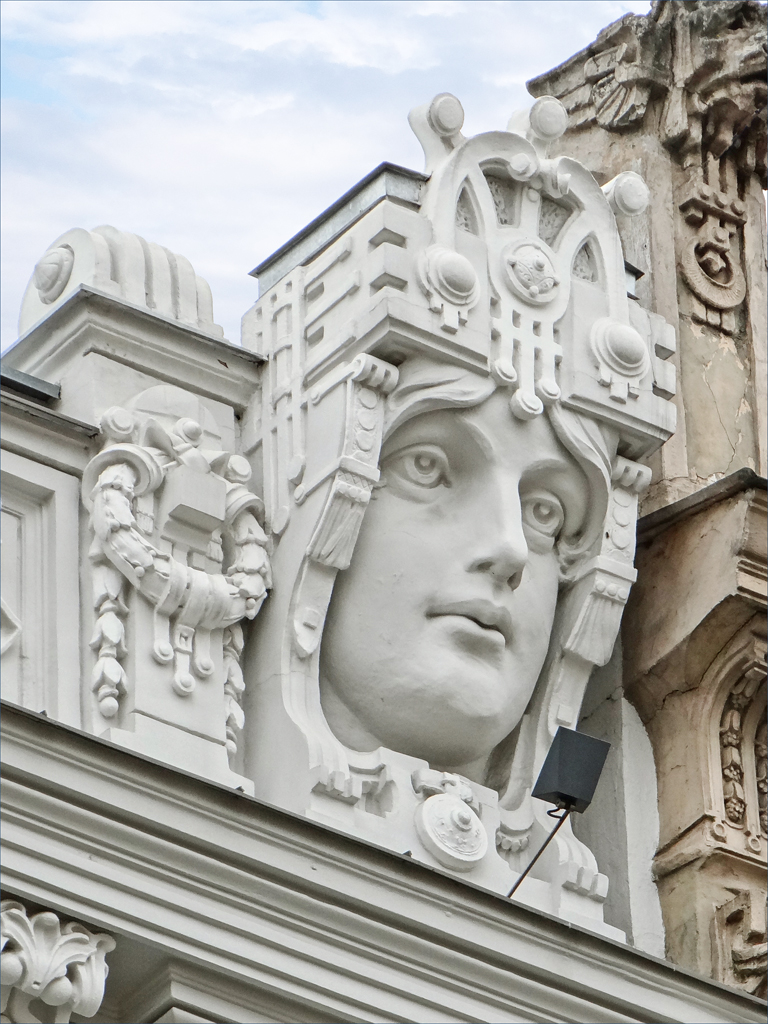
Elizabetes ielā 10b

## Fordítás
- Ez a szócikk részben vagy egészben  a   Mikhail Eisenstein című angol Wikipédia-szócikk ezen változatának fordításán alapul.  Az eredeti cikk szerkesztőit annak laptörténete sorolja fel. Ez a jelzés csupán a megfogalmazás eredetét és a szerzői jogokat jelzi, nem szolgál a cikkben szereplő információk forrásmegjelöléseként.